# Île Guarello
Ne pas confondre avec une autre île Guarello située en marge orientale de la partie sud du canal Smyth : 52° 41′ 04″ S, 73° 39′ 52″ O
L'île Guarello est une île chilienne d'environ 20 kilomètres carrés située dans l'archipel Madre de Dios, en Patagonie, au sud du golfe de Penas, sous les cinquantièmes hurlants, dans la zone des canaux patagoniens. 

## Géographie
L'île a une forme de parallélogramme de direction principale sud-ouest/nord-est. Sa longueur est d'environ 3,2 milles pour une largeur moyenne de 1,8 milles. Sa superficie est voisine de 20 kilomètres carrés.
Elle est limitée par les canaux et baies maritimes suivant :
- la baie Corbeta Papudo (es) au nord, qui la sépare d'une péninsule appartenant à l'île Madre de Dios,
- le Seno Contreras (es) à l'est, qui la sépare d'une autre péninsule de l'île Madre de Dios,
- des canaux sans nom, au sud, qui la séparent des îles Kay, Cerda et Ángel,
- le Seno Eleuterio (es) à l'ouest, qui la sépare de l'île Tarlton.

## Climat
Cette zone de l'archipel patagon chilien, entre le sud de la Région des Lacs et le détroit de Magellan, connaît un climat de type océanique froid et humide.
Les îles et canaux patagoniens sont soumis à de continuels vents d'ouest et au passage de fréquentes et puissantes perturbations frontales. Ces fronts se forment vers le 60e parallèle sud, à la confluence des masses d'air subtropicales et des masses d'air polaire, où se crée alors une ceinture quasi-permanente de basses pressions.
Ces fronts apportent de grandes quantités de pluie ou de neige. Les précipitations les plus abondantes ont lieu en automne c'est-à-dire de mars à juin dans cet hémisphère. Ainsi, dans l'île de Guarello, ces précipitations sont de l'ordre de 7 300 millimètres en moyenne annuelle, mais elles peuvent atteindre un cumul annuel de 9 000 millimètres.
La couverture nuageuse est importante et les journées dégagées sont rares. L'amplitude thermique est réduite ; l'oscillation annuelle est de 4 °C avec une température moyenne de 9 °C. 
Dans cette zone, le mauvais temps est donc largement prépondérant ; le beau temps y est une exception transitoire.

## Géologie
À la fin du Paléozoïque (ère primaire), il y a 230 millions d’années, le Chili n’était qu’une dépression marine dans laquelle les sédiments s’étaient accumulés au-dessus du socle de roches ignées. Au cours du Mésozoïque (ère secondaire), sous la poussée de la plaque de Nazca, la couche de sédiments s’est plissée, donnant naissance aux cordillères de la Côte et des Andes. La dépression intermédiaire entre ces deux cordillères disparaît sous la mer et la Cordillère de la Côte donne naissance à une série d’archipels comme l'archipel de Chiloé et les Chonos, puis disparaît au niveau de la péninsule de Taitao, vers le 47e parallèle.[réf. nécessaire].
Durant les glaciations successives du Cénozoïque (ères tertiaire et quaternaire), la zone était couverte par les glaciers qui ont fortement érodé les reliefs. Le dernier réchauffement post glaciaire a entraîné la fonte des glaces et une nouvelle montée du niveau de l'Océan Pacifique, créant une multitude d'îles et îlots séparés par les canaux patagoniens, vestige des vallées d'écoulement glaciaire[réf. nécessaire].
Dans l'archipel patagon chilien, la couche de sédiments calcaires, parfois métamorphisée (marbre), a été largement érodée et ne subsiste de façon significative que sur des fractions des quatre îles suivantes : Diego de Almagro, Guarello, Tarlton et Madre de Dios[réf. nécessaire].
Le calcaire présent sur l'île Guarello est karstifié ; quelques-unes de ses cavités ont été inventées et explorées par les spéléologues franco-chilien des expéditions Ultima Patagonia[réf. souhaitée]. 
Ce calcaire, d'une grande pureté, est également exploité pour alimenter notamment l'industrie sidérurgique chilienne (cf. infra).

## Économie
L'île est habitée par une quarantaine de personnes exploitant ses richesses minières, principalement son calcaire (cf. supra) titrant jusqu'à 96 % de carbonate de calcium et dont 600 000 tonnes sont extraites chaque année. A ce rythme d'extraction, la carrière, qui est la plus australe de ce type, possède des réserves jusqu'à la fin du XXIe siècle environ [réf. nécessaire]. 
La moitié de cette production est destinée aux usines sidérurgiques de la Compañia de Acero del Pacífico (également propriétaire des carrières) à Huachipato (es).[réf. nécessaire].
L'expédition des matériaux et l'arrivée du ravitaillement se font par le port de l'île de Guarello (en espagnol : « puerto Isla Guarello », Iocode « CLISG »), dont le tirant d'eau est de 10,05 mètres,.
Au début des années 2010, l'île était notamment ravitaillée par un navire vraquier construit en 1985, rebaptisé Tacora,, qui assure également le renouvellement des équipes de mineurs et l'évacuation du calcaire extrait de la carrière,.

## Expéditions scientifiques
Les installations minières et le port situés sur l'île de Guarello en font un point d'étape pour les expéditions scientifiques dans le secteur. C'est notamment le cas des expéditions spéléologiques Ultima Patagonia visant à explorer les karsts de l'île Madre de Dios,.

## Environnement
Quelque 40.000 litres de pétrole se déversent en juillet 2019 à la suite d'un incident sur le terminal d'une compagnie minière.